# Șlîșkivți, Moghilău
Șlîșkivți (în ucraineană Шлишківці) este un sat în comuna Pîlîpî din raionul Moghilău, regiunea Vinnița, Ucraina.

## Demografie
Componența lingvistică a localității Șlîșkivți
     Ucraineană (100%)
Conform recensământului din 2001, toată populația localității Șlîșkivți era vorbitoare de ucraineană (100%).